# FM-синтез
FM-синтез (англ. Frequency Modulation, FM — частотно-модуляційний), операторний синтез — це форма синтезу аудіо, коли тембр простого сигналу змінюється шляхом модуляції його частоти такою частотою, що знаходиться у тому самому або аналогічному аудіодіапазоні, що створює складнішу форму хвилі та інше звучання. Частота генерованого звука змінюється або спотворюється відповідно до амплітуди модулюючого сигналу.
FM-синтез може створювати як гармонічні, так і негармонічні звуки. Для синтезу гармонічних звуків модулюючий сигнал повинен мати гармонічні пропорції з вихідним сигналом. Із збільшенням амплітуди частотної модуляції звук стає все складнішим. Завдяки використанню частот з негармонічними пропорціями можна легко створювати нетональні (мультифонічні) та перкусивні звуки.
Використання аналогових звукових генераторів для FM-синтезу може призвести до нестабільності висоти звуку. Проте, FM-синтез також може бути реалізований цифровим способом, який є більш надійним і нині вважається стандартом. Yamaha побудували перший прототип цифрового синтезатора в 1974 році саме на основі FM-синтезу, перш ніж комерційно випустили Yamaha GS-1 в 1980 році. Synclavier I, вироблений компанією New England Digital Corporation, починаючи з 1978 року, включав у себе цифровий FM-синтез, використовуючи алгоритм від Yamaha. Інноваційний DX7 Yamaha, випущений в 1983 році, зробив FM-синтез найпередовішим методом генерування звуку в середині 1980-х років.
FM-синтез також став буденністю для комп'ютерних ігор і програмного забезпечення в 1990-х роках. За допомогою звукових карт, таких як AdLib та Sound Blaster, IBM PC популяризували чипи Yamaha, такі як OPL2 та OPL3. Наприклад, OPN2 був використаний в Sega Genesis як один з чипів генератора звуку.

## Історія
Методика цифрового втілення частотної модуляції була розроблена Джоном Чоунінгом у Стенфордському університеті в 1967-68 і була запатентована в 1975 р. До цього алгоритм FM-синтезу був ліцензований японською компанією Yamaha в 1973 році. Спочатку він призначався для радіо, щоб передавати голос шляхом модуляції його частоти з частотою іншого сигналу. Ось чому FM-радіо називається FM (від слів «частотна модуляція»).
Алгоритм Yamaha (патент США 4018121 Квітня 1977 р. або в патенті США 4018121) є насправді фазовою модуляцією, а не частотною, але їх кінцеві результати еквівалентні математично, оскільки обидві є по суті окремим випадком квадратурно-амплітудної модуляції, оскільки фазова модуляція є стійкою до небажаних альтерацій в частоті вихідних хвиль за рахунок самомодуляції або зміщення постійного струму в модулюючій хвилі.
Інженери Yamaha почали адаптувати алгоритм Чоунінга для використання в комерційному цифровому синтезаторі, додавши такі поліпшення, як метод «ключове масштабування», щоб уникнути спотворень звуку, які зазвичай відбувалися в аналогових системах при частотній модуляції. У 1970-ті роки Yamaha отримали ряд патентів, розвинувши ранні роботи Чоунінга. Yamaha побудували перший прототип цифрового FM-синтезатору у 1974 році. Зрештою, технологія вперше була використана комерційно в їхньому синтезаторі Yamaha GS-1, випущеним в 1980 році.
Yamaha запатентували своє апаратне забезпечення FM-синтезу у 1970-х роках і фактично монополізували цей ринок до середини 1990-х років. Casio розробили відповідну форму синтезу під назвою «синтез фазових спотворень», що використовується в ряді їхніх синтезаторів. Вони мали аналогічну (але трохи інакшу) якість звуку, ніж серія DX від Yamaha. Дон Бачла застосував FM-синтез у своїх інструментах ще в середині 1960-х років, до патенту Yamaha. Його 158, 258 та 259 дуальні генератори мали спеціальний FM-контроль керування напругою вхідного сигналу. Ці ранні програми використовували аналогові генератори, і така технологія була застосована в інших модульних та портативних синтезаторах, включаючи Minimoog та ARP Odyssey.
Після закінчення дії патенту Стенфордського університету у 1995 році цифровий FM-синтез тепер може бути вільно впровадженим іншими виробниками. Цей патент приніс Стенфорду 20 мільйонів доларів, що зробило його (у 1994 році) «другим за прибутковістю ліцензійним договором в історії Стенфорда». На сьогодні FM-синтез використовується переважно в програмних синтезаторах, таких як FM8 Native Instruments або Sytrus Image-Line, але він також включений в деякі сучасні цифрові синтезатори, співіснуючи разом з іншими методами синтезу. Ступінь складності FM-синтезу в таких апаратних синтезаторах може відрізнятись.
Нові апаратні синтезатори, націлені на саме FM-синтез, зникли з ринку після випуску Yamaha SY99 та FS1R, і навіть вони мали свій потужний FM-синтез лише як альтернативу іншим видам синтеза звуку. Проте, добре розроблені варіанти FM-синтезу є особливістю Nord-синтезаторів, вироблених компанією Clavia, ряду інструментів Alesis Fusion, Korg Oasys та Kronos, а також Modor NF-1. Неспеціалізовані синтезатори пропонують обмежені можливості FM-синтезу.
У 2016 році Korg випустив Korg Volca FM, FM-ітерацію серії компактних, доступних настільних модулів Korg Volca, а Yamaha випустила Montage, яка поєднує в собі 128-голосний семпловий генератор з 128-голосним FM-генератором. Ця FM-ітерація називається FMX, і має 8 операторів; кожен оператор має вибір з декількох основних форм хвилі, однак для кожної форми є кілька параметрів для регулювання її спектру. Elektron випустили FM-синтезатор Digitone в 2018 році.
FMX-синтез був створений в синтезаторах Yamaha Montage в 2016 році. FMX використовує 8 операторів. Кожен FMX-оператор має набір мультиспектральних хвильових форм на вибір, що означає, що кожен FMX-оператор може бути еквівалентним стеку з 3 або 4 DX7 FM-операторів. Список можливих хвильових форм включає синусоїдальні хвилі, хвильові форми All1 і All2, Odd1 та Odd2, Res1 і Res2. Відбір синусоїдальних хвиль працює так само, як і хвиль DX7. Хвильові форми All1 і All2 мають форму пилкоподібної хвилі. Odd1 та Odd2 — пульсоподібні або квадратні хвилі. Ці два типи хвильових форм можуть бути використані для моделювання основних гармонічних піків у нижній частині гармонічного спектру більшості інструментів. Res1 та Res2 переміщують спектральний пік до певної гармоніки і можуть бути використані для моделювання як трикутних, так і округлених груп гармонік в спектрі інструмента. Комбінування хвильової форми All1 або Odd1 з кількома хвильовими формами Res1 (або Res2) (і регулювання їхніх амплітуд) може змоделювати гармонічний спектр інструменту чи звуку.
Об'єднування наборів з 8 FM-операторів з багатоспектровими хвильовими формами було розпочато в 1999 році компанією Yamaha в синтезаторі FS1R. FS1R мав 16 операторів, 8 стандартних FM-операторів та 8 додаткових операторів, які використовували шуми, а не генератори, як джерело звуку. Додавши настроювані шуми, FS1R могла моделювати звуки, подібні до людського мовлення та духових інструментів, а також створювати звуки ударних інструментів. FS1R також містила додаткову хвильову форму, яка називається формант. Форманти можуть бути використані для моделювання звуку резонуючого тіла, як у віолончелі, скрипці, акустичній гітарі, фаготі, англійському розі або людському голосі.